# Marchandes d'illusions
Pour plus de détails, voir Fiche technique et Distribution.
Marchandes d'illusions est un film français réalisé par Raoul André, sorti en 1954.

## Synopsis
Dans le milieu des entraineuses de cabaret, Marcelle et Maria, protègent une femme paralysée, Mathilde Grigou, qui se cache d'un dangereux truand nommé Fernand Cortedani. Celui-ci parvient à l'assassiner en l'asphyxiant au gaz, mais après le crime, Marcelle est arrêtée par la police. Marie-Thérèse Langeac qui s'occupe d'une œuvre d'assistance, tente d'aider Marcelle.

## Fiche technique
- Titre : Marchandes d'illusions
- Réalisation : Raoul André
- Scénario et dialogues : Raymond Caillava
- Photographie : Roger Fellous
- Son : Pierre-Henri Goumy
- Décors : Louis Le Barbenchon
- Montage : Gabriel Rongier
- Musique : Daniel Lesur
- Production : Vascos Films
- Tournage : du 12 janvier au 15 février 1954
- Pays :  France
- Format : Noir et blanc - 1,37:1 - 35 mm - Son mono
- Genre : Drame
- Durée : 88 minutes
- Date de sortie : 
  - France : 4 août 1954
- Affiche : Claire Finel (France)

## Distribution
- Nicole Courcel : Maria
- Raymond Pellegrin : René
- Louise Carletti : Marcelle
- Philippe Lemaire : Pierre Larrieu
- René Blancard : Le commissaire Denys
- Michel Ardan : Fernand Cortedani
- Gisèle Pascal : Marie-Thérèse Langeac
- Gina Manès : Mathilde Grigou
- Lisette Lebon
- Simone Berthier
- René Blancard : Le commissaire Denys
- Paul Demange : Le marchand de couleurs
- Bernard Musson : Le client endormi
- Jérôme Goulven
- René Havard : Le souteneur
- Abel Jacquin
- Lisette Lebon Sophie
- Rudy Lenoir
- Yette Lucas
- Jacques Muller
- Yôko Tani : L'Eurasienne
- Julia Maffre
- Rita Stoya
- Évelyne Corman
- Simone Logeart